# Rádio Expres
Rádio Expres es la emisora de radio comercial más escuchada de Eslovaquia. Desde 2013, está operada por Bauer Media Group, propietario también de las emisoras Rádio Melody, Europa 2 y Rádio Rock. Comenzó a emitir en pruebas 31 de diciembre de 1999, aunque el 1 de enero de 2000 arrancaron las emisiones oficiales. 

## Programación
Centrado en el Hot AC y con un público objetivo de oyentes de entre 20 y 40 años, la radio se centra en noticias y música, reproduciendo principalmente música contemporánea, pero también incluye programas dedicados a la música de los años 70, 80 y 90. Además de noticias nacionales e internacionales, los informes meteorológicos y las actualizaciones de tráfico son componentes de la programación de la emisora.
La radio emite a través de una red de transmisores operada por Expres Net, con espacios publicitarios gestionados por Bauer Media Slovakia. Además de la publicidad nacional, también emite anuncios regionales. Estos anuncios son más económicos y están dirigidos principalmente a empresas que se dirigen a los ciudadanos de una región específica.
La emisión durante la mayor parte del día (de 6:00 a 22:00) se compone de boletines informativos (cada hora), actualizaciones de tráfico (cada media hora y cada 20 minutos de 6:00 a 9:00) y, entre semana, breves segmentos de noticias cada media hora de 7:30 a 16:30, junto con segmentos de presentadores y música. A su vez, la programación se divide en varios bloques, cada uno presentado por un presentador diferente. Los segmentos están más orientados al entretenimiento e incluyen programas especializados como listas de éxitos.

## Emisión
La emisora posee 50 frecuencias a lo largo de Eslovaquia. No solo está disponible en FM, sino que también se encuentra por Internet y plataformas de cable. 
- Hlohovec: 88.4 FM.
- Ružomberok: 88.4 FM.
- Brezno: 89.2 FM.
- Rimavská Sobota: 89.3 FM.
- Nitra: 89.7 FM.
- Moldava nad Bodvou: 91.0 FM.
- Poprad: 91.0 FM.
- Zvolen: 92.6 FM.
- Nové Zámky: 92.7 FM.
- Krupina: 92.8 FM.
- Detva: 92.9 FM.
- Martin: 93.1 FM.
- Terchová: 93.1 FM.
- Donovaly: 93.6 FM.
- Spišská Nová Ves: 93.7 FM.
- Handlová: 94.9 FM.
- Nová Baňa: 95.0 FM.
- Banská Štiavnica: 95.1 FM.
- Košice: 95.2 FM.
- Levoča: 95.3 FM.
- Dolný Hričov: 95.4 FM.
- Dolný Kubín: 95.4 FM.
- Kremnica: 95.4 FM.
- Handlová: 95.4 FM.
- Heľpa: 95.4 FM.
- Vrútky: 95.4 FM.
- Rožňava: 95.7 FM.
- Stará Turá: 96.3 FM.
- Partizánske: 96.4 FM.
- Banská Bystrica: 96.5 FM.
- Trstená: 96.5 FM.
- Žilina: 96.5 FM.
- Liptovský Mikuláš: 96.7 FM.
- Bánovce nad Bebravou: 96.9 FM.
- Levice: 97.0 FM.
- Bardejov: 98.2 FM.
- Štúrovo: 99.4 FM.
- Liptovská Osada: 99.5 FM.
- Východná: 99.5 FM.
- Zlaté Moravce: 99.6 FM.
- Žarnovica: 99.6 FM.
- Nové Mesto nad Váhom: 99.7 FM.
- Topoľčany: 99.8 FM.
- Lučenec: 101.1 FM.
- Žiar nad Hronom: 101.1 FM.
- Trenčín: 102.5 FM.
- Považská Bystrica: 105.2 FM.
- Prešov: 105.2 FM.
- Stará Ľubovňa: 105.7 FM.
- Košice: 106.2 FM.
- Modrý Kameň: 106.5 FM.
- Skalica: 106.9 FM.
- Senica: 107.0 FM.
- Čadca: 107.5 FM.
- Prievidza: 107.5 FM.
- Bratislava: 107.6 FM.